# Курпринц
Курпринц (нем. Kurprinz) в Баварии и Саксонии до 1806 года, Ганновере до 1814 года, в Вюртемберге в 1803—1806 годах и Гессен-Касселе в 1803—1866 годах — титул наследника престола.

## Известные курпринцы
- Фридрих Вильгельм (1620—1688), курпринц Бранденбургский;
- Фридрих Вильгельм (1688—1740), курпринц Бранденбургский, впоследствии курфюрст;
- Фридрих Кристиан (1722—1763), курпринц Саксонии, впоследствии курфюрст;
- Карл Саксонский, курпринц Саксонский;
- Иосиф Фердинанд (1692—1699), курпринц Баварский, умер ребёнком;
- Иоганн Фридрих.